# Shlomo Aviner
Ne doit pas être confondu avec Shlomo Avineri.
Shlomo Hayim ha-Cohen Aviner (en hébreu : שלמה חיים הכהן אבינר,
né en 1943 à Lyon) est un rabbin orthodoxe israélien, Juif originaire de France, le rosh de la yeshiva "Ateret Yeroushalayim" dans le quartier musulman de la Vieille Ville de Jérusalem et le rabbin du quartier Alef de Beit El. Il est considéré l'un des dirigeants spirituels du mouvement sioniste religieux.

## Biographie
Shlomo Aviner est né Claude Langenauer, en 1943, à Lyon  sous l'occupation nazie. Caché sous une fausse identité, il fut sauvé des déportations aux camps de la mort nazis. Très impliqué dans le mouvement de jeunesse Bneï-Akiva, il en devient le directeur national.
Il fait ses études à l'École Yabné à Paris. Il est en outre titulaire d'un diplôme d'ingénieur en génie électrique de l'École supérieure d'électricité (Promo 1964) et d'une maîtrise en mathématiques.
Lorsqu'il émigre en Israël en 1966, il s'installe dans le kibboutz Sdé Eliahou dans le nord de la vallée du Jourdain, près de Bet She'an. Il se rend ensuite à Jérusalem afin de suivre l'enseignement du Rav Zvi Yehouda Kook dans la yechiva Merkaz Haav. Il devient ensuite rabbin du kibboutz Lavi (en), s'engage dans les Forces de défense d'Israël, qu'il quitte avec le grade de Lieutenant; il est actuellement lieutenant de réserve. Le Rav Aviner officie actuellement comme rabbin de Beit El.
Il a aussi fondé l'organisation Atzat Nefesh pour rendre hétérosexuels les homosexuels, malgré l'interdiction du ministère de la santé israélien.

## Controverse
Le Rav Aviner provoque une controverse au cours de l'expulsion de 10 000 Juifs de Gaza dans le cadre du plan de désengagement, lorsqu'il déclare que les soldats ne doivent pas désobéir aux ordres. Cependant il déclara à plusieurs reprises qu'un soldat en bonne santé spirituelle et mentale doit se déclarer dans l'incapacité de participer à cette opération.
Il déclare le 15 février 2009, quelques jours après les élections à la Knesset que selon la Halakha, des non-juifs ne peuvent être élus à la Knesset. Israël « est un État juif et les juifs sont ceux qui (doivent) diriger l'État juif » a-t-il indiqué
Nouvelle controverse en mars 2009, quand il déclare dans Actualité juive qu'il est contre les voyages éducatifs en Pologne, pour parler de la Shoah. Il soulève un tollé dans le monde éducatif juif mené par Jean-Charles Zerbib, organisateur de la Marche des vivants, et Alain Michel, historien à l'institut Yad Vashem de Jérusalem.
Au début de l'année 2011, il se fera également remarquer par deux prises de positions :
- il signe avec d'autres responsables religieux une lettre interdisant aux juifs d'Israël de vendre et de louer des habitations aux non-juifs ;
- il publiera également une lettre dans la presse concernant l'ancien président de l'État d'Israël, Moshé Katsav, condamné pour viol sur plusieurs jeunes femmes. Le Rav Aviner lui apportera publiquement son soutien dans une lettre publiée dans la presse israélienne et dans laquelle il affirmera croire en un complot contre l'ancien président.